# 서울송화초등학교
서울송화초등학교는 대한민국 서울특별시 강서구에 있는 공립 초등학교이다.

## 학교 연혁
- 1990년 10월 4일 서울송화국민학교 개교
- 1996년 3월 1일 서울송화초등학교로 교명 변경
- 2001년 12월 18일 '기본이 바로 된 어린이'상 수상
- 2002년 12월 31일 학교경영 우수학교 교육감 표창
- 2004년 3월 1일 서울특별시교육청 육상시범학교 지정
- 2004년 12월 30일 학교평가 우수학교 선정 교육상 표창

## 학교 상징
- 교목 소나무

- 푸른 꿈, 꿋꿋한 절개, 인내를 상징.
- 교화 고려 영산홍

- 고상한 품위, 정열, 강한 성장력을 상징.

## 출신 인물
- 김승현(정치인)

## 참고 자료
- 서울송화초등학교 - 한국교육학술정보원 학교알리미

## 찾아오는 길
- 버스 : 651 6631 6712 6647 6648 서울항공비지니스고등학교앞 하차
- 지하철 : 9호선 신방화역 3번출구